# باردونيشي
باردونيشي، (بالإنجليزية: Bardonecchia)‏، (الفرنسية:Bardonèche أو Bardonnèche)، (الفرنسية: baʁdoneʃ) ؛ (الأوكيتانية: barduˈnetʃa)، هي مدينة (إيطالية)، وتقع في مدينة تورينو، منطقة بيدمونت، في الجزء الغربي من وادي سوزا. نشأت من قرية صغيرة مع أعمال نفق فريجوس للسكك الحديدية، أول من يعبر جبال الألب.

## السكان
في سنة 1861 بلغ عدد السكان 3٬076 نسمة، وتطور العدد ليصل في سنة 2011 لـ 3٬212 نسمة.
يظهر هذا المخطط البياني تطور النمو السكاني لـ باردونيشي